# Place de la Cathédrale (Arzamas)
Pour les articles homonymes, voir Place de la Cathédrale.
La place de la Cathédrale (Соборная площадь) est la place principale de la ville d'Arzamas en Russie dans l'oblast de Nijni Novgorod. Cet ensemble architectural unique est classé au patrimoine. Les événements publics et manifestations d'importance de la ville se déroulent sur cette place qui est sise sur une hauteur dans la partie sud-ouest de la ville. Elle doit son nom à la cathédrale de la Résurrection.

## Situation
La place de la Cathédrale se trouve dans le centre historique de la ville. C'est ici que commencent la rue Sovietskaïa (anciennement rue Progonnaïa), la rue Kirov (ancienne rue Neuve Novaïa), la rue Karl-Marx (ancienne rue Salnikov), la rue des Communistes, la rue de la Milice rouge, la rue Ouritski et la rue Lénine (ancienne rue de la Nativité).

## Histoire
Auparavant, la place de la Cathédrale s'appelait la place Rouge. C'est le cœur de la ville ou sa porte d'entrée. Ivan le Terrible y fait construire en 1552 un fort.
Cette place est la principale de la ville et dès le début du XVIIIe siècle un marché s'y tenait le lundi et le vendredi devant les murs du monastère Saint-Nicolas. L'église de la Source-de-Vie a été construite en 1794 et la cathédrale de la Résurrection qui domine la place et la ville a été terminée en 1842. C'est un exemple parfait d'architecture néoclassique d'inspiration grecque.
En 1927, dans la partie nord de la place un jardin est installé (baptisé du nom de Lénine). L'église-baptisère Notre-Dame-de-Kazan date de 2002.

## Lieux à visiter

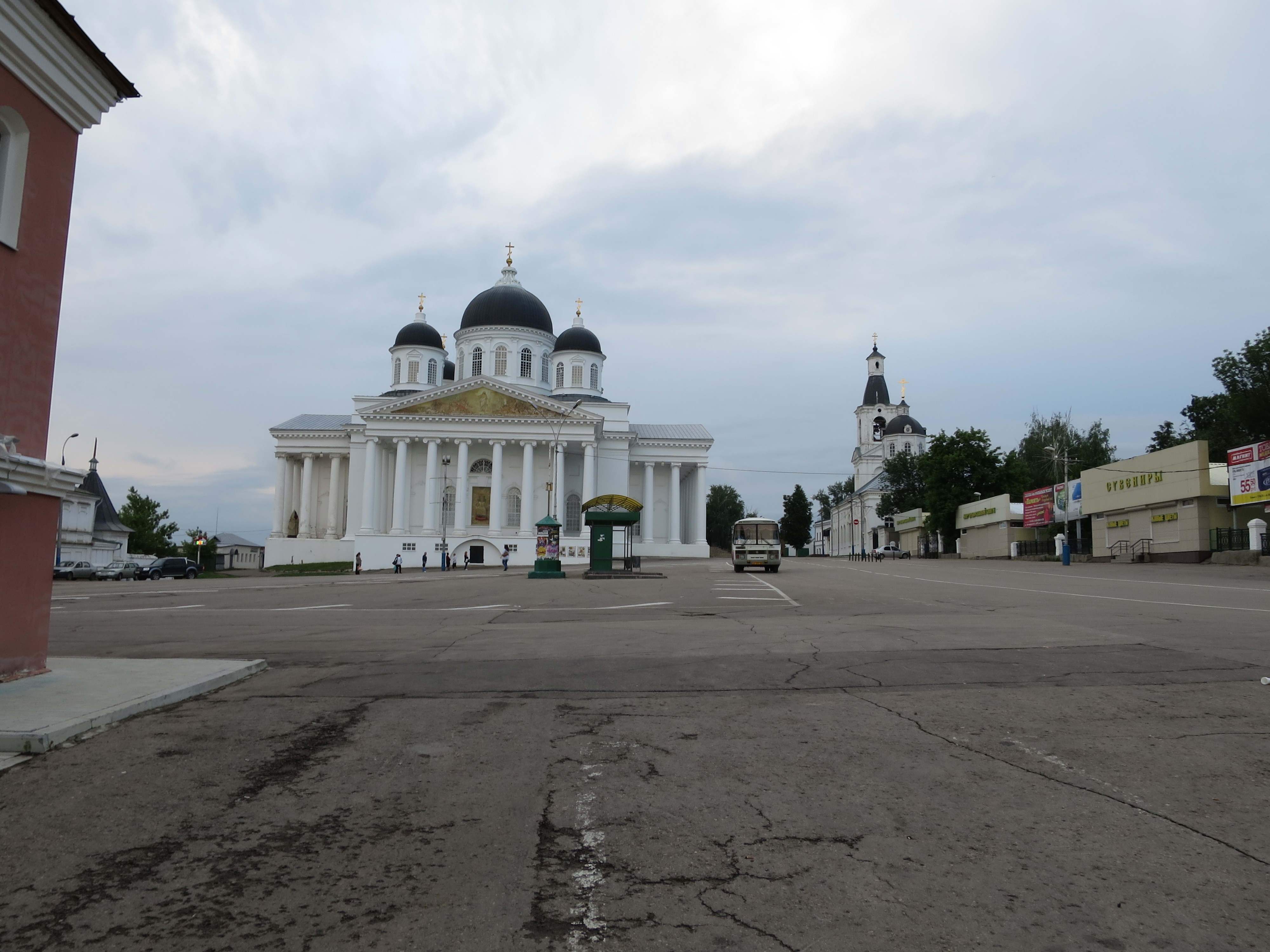
La place de la Cathédrale vue du palais de la Magistrature.

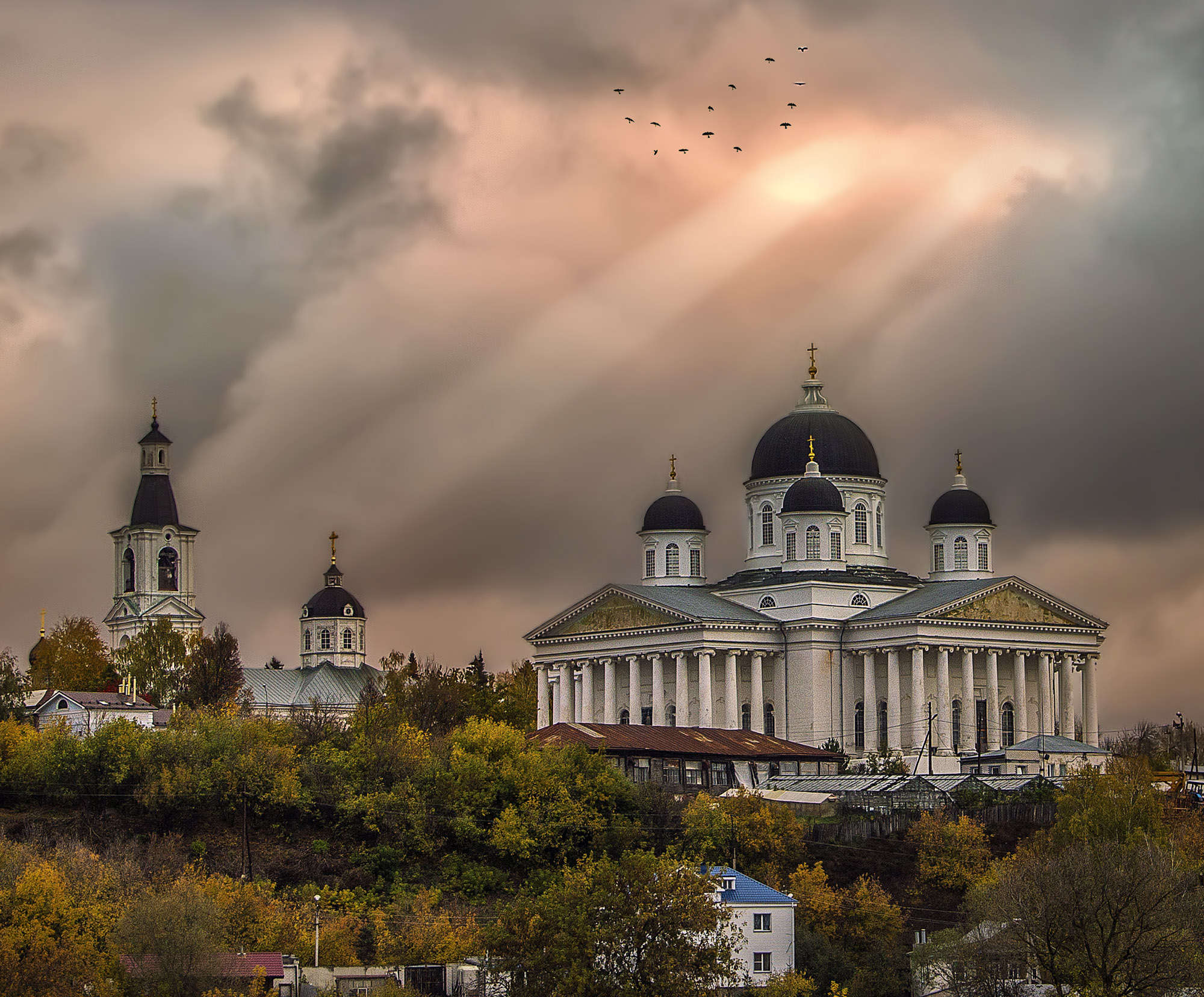
Églises de la place de la Cathédrale.

### Église de la Source-de-Vie
L'église de la Mère-de-Dieu «Source de Vie» a été construite en 1794 à la place d'une ancienne église de briques. C'est une église d'hiver (chauffée). Son autel principal est consacré à l'icône de la «Source de Vie», les deux autels secondaires à saint Michel et à saint Serge de Valaam et saint Germain de Valaam. L'iconostase finement sculptée est de la main du maître local Mitriachtchev. On admire dans l'église une icône rare de la Vierge avec les Apôtres au Cénacle.

### Église Notre-Dame-de-Kazan  (église-baptistère)
Cette église-baptistère près de la cathédrale de la Résurrection a été construite en 2002. Elle est rectangulaire et surmontée d'un dôme en oignon.

### Musée d'histoire et d'art d'Arzamas
Ce musée est le plus important du sud de l'oblast de Nijni Novgorod. Il a été fondé en 1957, comme musée principal de l'oblast d'Arzamas. parmi ses collections, l'on peut distinguer sa collection archéologique, sa collection de tableaux et d'art graphique.
Depuis 2013, le bâtiment principal du musée se trouve dans l'ancien hôtel particulier du conseiller titulaire Alexandre Moskvine, au n° 9 de la place de la Cathédrale.

### Autres
- Statue de Lénine dans le parc Lénine,
- Palais de la Magistrature du début du XVIIIe siècle
- École municipale où étudia le peintre Vassili Perov.